# Козьмян, Каэтан
Каэтан Козьмян (пол. Kajetan Koźmian; 31 декабря 1771, Галезово ок. Быхавы, Люблинское воеводство — 7 марта 1856, Пиотровицы) — польский поэт, критик, публицист, прозаик. Дед Станислава Козьмяна.
Был в Царстве Польском генеральным директором администрации по министерству внутренних дел и сенатором, после 1830 удалился в свои поместья. Сторонник классицизма и противник романтизма. Известен двумя поэмами: «Ziemiaństwo polskie» (Вроцлав, 1839) и писавшийся на протяжении двадцати пяти лет опыт национальной эпопеи «Stefan Czarniecki» (Познань, 1858), в которых он подражал «Георгикам» Вергилия и «Энеиде». Весьма любопытны воспоминания «Pamiętniki» (3 ч., Познань, 1859—1865 — издание, цензурированное сыном; полное издание 1972).
Имел орден Св. Станислава 1-й степени (05.01.1820).

## Источник
Козьмян, Каэтан // Энциклопедический словарь Брокгауза и Ефрона : в 86 т. (82 т. и 4 доп.). — СПб., 1890—1907.